# Формоза (папа)
 Тази статия е за папата.  За острова, носил името Формоза вижте Тайван.  
Формоз Портуенски (на латински: Formosus Portvenus, формата Формоза е историческа грешка. Правилно би било: Формоз, защото латинското име Formosus (красив) има и форма за женски род (Formosa/Формоза), но очевидно папата е бил мъж) е глава на Римокатолическата църква, 111-ият папа в традиционното броене от 6 октомври 891 г. до смъртта си. Приеман с противоречиви чувства от свои предшественици и наследници. Известен е най-вече с процеса срещу него извършен две години след смъртта му.

## Преди папството
Формоз най-вероятно е римлянин, роден около 816 г., тъй като при смъртта му е наречен от Вигарий осемдесетгодишен мъж. Най-ранното сведение за него е от номинацията му от папа Николай I за Кардинал-Епископ на Порто в 864. Вероятно кардиналът успява да впечатли с нещо папата, защото през 866 г., когато българският цар Борис I изпраща до Рим допитване до папата, Николай изпраща кардинал Формоз и епископ Павел Популонски като свои легати в България. Формоз е добре приет в двора на царя, който скоро моли от папата да назначи не друг, а кардинал Формоз за Епископ на България. Въпреки предложението, Николай отказва, тъй като каноните не позволяват епископ да напусне своята епархия за друга, за това Формоз е призован обратно в Рим. Борис подновява молбата си и към папа Адриан II, наследника на Николай, но със същия резултат. През 869 г. Адриан изпраща Формоз до Франция, където да подпомогне местните епископи, за да прекратят семейните проблеми между император Лотар и съпругата му. Смъртта на иператор Лотар при пътуването му до Италия (8 август 869 г.) обезсмисля мисията, Формоз се завръща в Рим. Със смъртта на Лудвиг Немски новия папа Йоан VIII изпраща Формоз при наследника на императора, френския крал Карл II Плешиви, с покана да се яви в Рим, за да бъде коронован подобаващо от папата. Карл пристига скоро в Рим и е коронован около Рождество Христово 875 г.
В антуража на папата има много, които не одобряват коронацията на Карл II, предпочитайки вдовицата на Лудвиг Немски. Опасявайки се от грозящите ги наказания, противниците на папската воля напускат Рим, търсейки друго убежище. Между тях е и кардинал Формоз, който незнайно защо е сполетян от папското неблаговоление. След като именно Формоз призовава Карл Плешиви в Рим, а по-късно и подпомага бягството му до Тур в Западното Франкско Кралство, нищо не подсказва за отрицателно отношение към новия император. Въпреки това не е в съгласие с папските политически възгледи, опасявайки се да не бъде застигнат от съдбата на останалите му политически противници. Още от 872 г. Формоз е кандидат за папското място, затова може би Йоан VIII го вижда като вероятен противник. При бягството на Формоз Йоан VIII свиква синод, в който заповядва на бегълците да се завърнат незабавно в Рим. При отказа им да се завърнат биват осъдени на втори синод, проведен на 30 юни 875 г. Ако Формоз се завърне в Рим, го очаква отлъчване от Църквата и отнемане на църковните му титли по обвинения в амбициозни стремежи към поста на архиепископ на България. По-късно биват добавени и обвинения в ограбване на римски манастири, изпълнение на служба, въпреки запрещението, заговорничене с определени личности за превземането на папството и т.н.
Присъдата над Формоз и останалите е официално представена пред император Карл II през юни. През 878 Йоан VIII лично посещава императора, а свалянето на титлите на Формоз, който присъства лично, става по време на Тройския синод. В протокола на синода, макар със съмнителна автентичност, е записано, че отлъчването му е отменено в замяна на клетва, положена от Формоз пред папа Йоан VIII, никога да не се завърне в Рим или да практикува свещеничество. Следващите години Формоса прекарва в Санс. Наследникът на Йоан VIII, Марин I, освобождава Формоз от клетвата му и го призовава обратно в Рим, където му връща епархията в Порто. При кратките управления на Марин I и Адриан III, както и при Стефан VI нищо важно не се споменава за Формоз.

## Папство
Папа Стефан VI умира на 14 септември 891 г. и започва нов избор за папа, проведен от духовници и миряни. За наследник на Стефан VI на 6 октомври е избран кардинал Формоз.

### Константинопол
Важните духовни въпроси веднага привличат вниманието на новия папа. В Константинопол патриарх Фотий е свален, а един от племенниците на император Василий I е издигнат на негово място. Архиепископите, противници на Фотий, изпращат писмо първо до Стефан VI, в което молят за опрощение на тези, подкрепили Фотий, твърдейки, че го правели от страх. В отговора (892 г.) Формоз казва, че миряните могат да бъдат опростени, но на духовници подобно опрощение не може да бъде дадено извън Вселенски събор.

### Каролинги
Формоз наблюдава упадъка на франкското кралство под властта на Каролингите. При спора за френската корона между Одо Парижки и Карл Трети Простоватия, Формоз, със съдействието на Архиепископа на Реймс, застава на страната на Одо, подканва и германския крал Арнулф също да го подкрепи.
Възникналият спор в германските кралства скоро стига до арбитража на папата. Започва спор между архиепископ Херман Кьолнски и ариепископ Аделгар Хамбургски относно принадлежността на Бременската епископия. Формоз отсъжда в съгласие с Франкфуртския синод от 892 г., че Бремен принадлежи на Хамбургския диоцез.

### Отношния с Италия, падането на Рим
Карл Дебели обединява франкските кралства през 885 г., но след детронирането и смъртта му през 887 г. Арнулф Каринтийски, неговия наследник, не съумява да запази целостта на кралството, като италианската част от франкското кралство попада под властта на херцог Гвидо Сполето, често влизащ в пререкания с папите. Скоро след собствената си коронация Формоз е принуден да коронова Гвидо и сина му Ламберт за императори на Рим през април 892 г.
Политическото положение в Италия има известно влияние върху папата като глава на католическата църква и независимостта на Църквата. Римския император Гвидо де Сполето, противник на папството, наближава Рим, заплашвайки папската столица. Формоз изпраща вест за положението си до Свещения римски император Арнулф, молейки го да му се отзове на помощ. През 894 г. Арнулф прави първия си поход, завземайки всички територии северно от река По. Гвидо умира през декември същата година, оставяйки сина си Ламберт, който Формоз бил короновал, на грижите на императрицата Агилтрюда, върл противник на Каролингската династия. През есента на 895 г. Арнулф предприема втория си италиански поход и до февруари 896 г. застава пред вратите на Рим. Макар императрицата да се е укрепила в града, Арнулф нахлува, сваляйки я от власт, като самият той бива официално коронован от папата. Скоро след това Формоз умира на 4 април 896. Наследен е от Бонифаций VI, който управлява само петнадесет дена.

## Посмъртен процес
В началото на 897 г., при управлението на Стефан VII, наследника на Бонифаций VI, Ламберт и Агилтрюда си възвръщат влиянието над Рим, след като се отказват от претенциите си за голяма част от Северна и Централна Италия, като Агилтрюда е готова да получи отмъщение срещу Формоз дори и след смъртта му. Стефан VII приема да започне процес срещу предшественика си. В синода, свикан специално за целта, той поема ролята на съдия. Тялото на Формоз е извадено от гробницата, поставено на трон в църквата Сан Джовани Латерано, като близо до тялото е поставен дякон, който да отговаря вместо покойния по обвиненията, отправени срещу него при Йоан VIII преди близо двадесет години. Взетото решение е, че покойният бил недостоен за папския пост, който не би могъл да получи, заради „съмнителните“ си отношения с Източната църква. Всички негови решения и заповеди са анулирани, трите пръста, използвани за даване на благословия, са отрязани от дясната му ръка, папските одежди са смъкнати от тялото му, което е заровено в гробището за чужденци в Рим, откъдето е изровено само няколко дена по-късно и захвърлено в река Тибър. Тялото е погребано отново и за последно с пълни почести в Свети Петър, от Йоан IX който снема всички обвинения срещу Формоз, връщайки в сила решенията му.